# Campionato Dilettanti Lazio 1957-1958
Il Campionato Nazionale Dilettanti 1957-1958 è stato il V livello del campionato italiano. A carattere regionale, fu il primo campionato dilettantistico con questo nome, e il sesto se si considera che alla Promozione fu cambiato il nome assegnandogli questo.
Il campionato era organizzato su base regionale dalle Leghe Regionali e le vincenti di ogni girone venivano ammesse alla successiva fase regionale che attribuiva il titolo di lega, mentre erano complessivamente trentadue squadre, distribuite fra le regioni secondo lo schema della vecchia Promozione, a contendersi lo Scudetto Dilettanti.
Questi sono i gironi organizzati dalla Lega Regionale Laziale per la regione Lazio.

## Girone A

### Squadre partecipanti
| Squadra                       | Città (provincia)   | Stagione 1956-1957 |
| ----------------------------- | ------------------- | ------------------ |
| G.S. Acicalcio                | Roma                |                    |
| S.S. A.L.M.A.S.               | Roma                |                    |
| U.S. Astrea                   | Roma                |                    |
| U.S. Civitavecchiese          | Civitavecchia (RM)  |                    |
| A.S. Cos.Met.                 | Roma                |                    |
| G.S. Fiumicino                | Fiumicino (RM)      |                    |
| C.S.I. Frascati               | Frascati (RM)       |                    |
| A.S. Giannisport Italia       | Roma                |                    |
| S.S. Maccarese "Emilio Darra" | Maccarese (RM)      |                    |
| A.S. Marino                   | Marino (RM)         |                    |
| U.S. Palombarese              | Roma                |                    |
| Pol. Pro Albano               | Albano Laziale (RM) |                    |
| U.S. Rocca di Papa            | Rocca di Papa (RM)  |                    |
| G.S. Sanlorenzartiglio        | Roma                |                    |
| S.S. Vivace                   | Grottaferrata (RM)  |                    |
| U.S. Viterbese                | Viterbo             |                    |

### Classifica finale
|  | Pos. | Squadra            | Pt       | G  | V  | N  | P  | GF | GS | DR  |
|  | ---- | ------------------ | -------- | -- | -- | -- | -- | -- | -- | --- |
|  | 1.   | Civitavecchiese    | 44       | 28 | 20 | 4  | 4  | 58 | 22 | +36 |
|  | 2.   | Viterbese          | 39       | 28 | 15 | 9  | 4  | 40 | 21 | +19 |
|  | 3.   | Cos.Met.           | 36       | 28 | 15 | 6  | 7  | 44 | 38 | +6  |
|  | 4.   | Vivace             | 34       | 28 | 12 | 10 | 6  | 40 | 31 | +9  |
|  | 5.   | A.L.M.A.S.         | 29       | 28 | 8  | 13 | 7  | 37 | 37 | 0   |
|  | 5.   | Maccarese          | 29       | 28 | 8  | 13 | 7  | 21 | 21 | 0   |
|  | 7.   | Giannisport Italia | 27       | 28 | 10 | 7  | 11 | 41 | 36 | +5  |
|  | 8.   | Frascati           | 26       | 28 | 8  | 10 | 10 | 34 | 30 | +4  |
|  | 9.   | Sanlorenzartiglio  | 25       | 28 | 7  | 11 | 10 | 38 | 43 | -5  |
|  | 9.   | Rocca di Papa      | 25       | 28 | 10 | 5  | 13 | 31 | 41 | -10 |
|  | 11.  | Fiumicino          | 24       | 28 | 7  | 10 | 11 | 30 | 38 | -8  |
|  | 11.  | Marino             | 24       | 28 | 6  | 12 | 10 | 21 | 30 | -9  |
|  | 13.  | Pro Albano         | 23       | 28 | 8  | 7  | 13 | 31 | 36 | -5  |
|  | 14.  | Acicalcio          | 20       | 28 | 5  | 10 | 13 | 26 | 42 | -16 |
|  | 15.  | Astrea             | 15       | 28 | 3  | 9  | 16 | 15 | 41 | -26 |
|  | ---  | Palombarese        | Ritirata |    |    |    |    |    |    |     |

Legenda:

      Ammesso alle finali regionali.
      Retrocesso in Prima Divisione.
  Escluso dal campionato e dalla classifica stagionale.
Note:

Due punti a vittoria, uno a pareggio, zero a sconfitta.
Pari merito in caso di pari punti.

## Girone B

### Squadre partecipanti
| Squadra             | Città (provincia)       | Stagione 1956-1957 |
| ------------------- | ----------------------- | ------------------ |
| S.S. A.Be.T.E.      | Roma                    |                    |
| U.S. Albatrastevere | Roma                    |                    |
| A.S. Appia Antica   | Roma                    |                    |
| A.C. Atina          | Atina (FR)              |                    |
| S.S. Cassino        | Cassino (FR)            |                    |
| A.S. Fondana        | Fondi (LT)              |                    |
| S.S. Formia         | Formia (LT)             |                    |
| Pol. Gaeta          | Gaeta (LT)              |                    |
| U.S. Isola Liri     | Isola Liri (FR)         |                    |
| A.S. Latina         | Latina                  |                    |
| A.S. Nettuno        | Nettuno (RM)            |                    |
| U.S. Nuova Cisterna | Cisterna di Latina (LT) |                    |
| G.S. O.M.I.         | Roma                    |                    |
| G.S. P.T.T.         | Roma                    |                    |
| A.S. Romanitala     | Campagnano di Roma      |                    |
| G.S. S.T.E.F.E.R.   | Roma                    |                    |

### Classifica finale
|  | Pos. | Squadra        | Pt | G  | V  | N  | P  | GF | GS | DR  |
|  | ---- | -------------- | -- | -- | -- | -- | -- | -- | -- | --- |
|  | 1.   | Nuova Cisterna | 43 | 30 | 16 | 11 | 3  | 50 | 20 | +30 |
|  | 2.   | STEFER Roma    | 39 | 30 | 15 | 9  | 6  | 51 | 28 | +23 |
|  | 3.   | Formia         | 39 | 30 | 15 | 9  | 6  | 55 | 35 | +20 |
|  | 4.   | O.M.I.         | 38 | 30 | 12 | 14 | 4  | 50 | 24 | +26 |
|  | 5.   | Fondana        | 36 | 30 | 14 | 8  | 8  | 50 | 43 | +7  |
|  | 5.   | Albatrastevere | 36 | 30 | 11 | 14 | 5  | 62 | 44 | +18 |
|  | 7.   | Isola Liri     | 30 | 30 | 10 | 10 | 10 | 39 | 42 | -3  |
|  | 8.   | Latina         | 29 | 30 | 12 | 5  | 13 | 34 | 37 | -3  |
|  | 8.   | Nettuno        | 29 | 30 | 10 | 9  | 11 | 28 | 39 | -11 |
|  | 10.  | Cassino        | 26 | 30 | 8  | 10 | 12 | 36 | 47 | -11 |
|  | 10.  | A.Be.T.E.      | 26 | 30 | 11 | 4  | 15 | 44 | 51 | -7  |
|  | 12.  | Atina          | 25 | 30 | 8  | 9  | 13 | 37 | 44 | -7  |
|  | 13.  | Gaeta          | 23 | 30 | 7  | 9  | 14 | 42 | 54 | -12 |
|  | 13.  | Romanitala     | 23 | 30 | 6  | 11 | 13 | 33 | 43 | -10 |
|  | 15.  | P.T.T.         | 20 | 30 | 7  | 6  | 17 | 31 | 56 | -25 |
|  | 16.  | Appia Antica   | 18 | 30 | 6  | 6  | 18 | 32 | 67 | -35 |

Legenda:

      Ammesso alle finali regionali.
      Retrocesso in Prima Divisione.
Note:

Due punti a vittoria, uno a pareggio, zero a sconfitta.
Pari merito in caso di pari punti.

## Finali per il titolo laziale del C.N.D.
|                 | Risultato |                 | Luogo e data                       |
| --------------- | --------- | --------------- | ---------------------------------- |
| Civitavecchiese | 3 - 0     | Nuova Cisterna  | Civitavecchia, 11 maggio 1958      |
| Nuova Cisterna  | 0 - 0     | Civitavecchiese | Cisterna di Latina, 15 maggio 1958 |
|                 |           |                 |                                    |

## Verdetti finali
- Civitavecchiese è campione laziale del C.N.D.
- Civitavecchiese e Nuova Cisterna sono ammesse alle finali nazionali e promosse in Interregionale 1958-1959.
- Appia Antica, Astrea e P.T.T. sono retrocesse in Prima Divisione.
- La Palombarese è stata radiata dai ruoli federali FIGC perché per il ritiro dal campionato la Lega Regionale Laziale non ha ravvisato gli estremi per il riconoscimento della causa di forza maggiore.